# 80ª Mostra internazionale d'arte cinematografica di Venezia
La 80ª edizione della Mostra internazionale d'arte cinematografica si è svolta al Lido di Venezia dal 30 agosto al 9 settembre 2023, diretta da Alberto Barbera e organizzata dalla Biennale presieduta da Roberto Cicutto. È stata inaugurata dal film Comandante di Edoardo de Angelis, che ha sostituito Challengers di Luca Guadagnino come film d'apertura in seguito alla decisione della Metro-Goldwyn-Mayer di rimandare il film a causa dello sciopero del sindacato americano degli attori (SAG-AFTRA), e chiusa da La società della neve di Juan Antonio Bayona.
La giuria internazionale del concorso, presieduta dal regista statunitense Damien Chazelle, ha assegnato il Leone d'oro al miglior film all'anglo-irlandese Povere creature! di Yorgos Lanthimos.

## Giurie
Le seguenti persone hanno fatto parte delle giurie delle varie sezioni della Mostra:

### Concorso principale
- Damien Chazelle, regista e sceneggiatore (Stati Uniti d'America) - Presidente di Giuria
- Saleh Bakri, attore (Palestina)
- Jane Campion, regista e sceneggiatrice (Nuova Zelanda)
- Mia Hansen-Løve, regista e sceneggiatrice (Francia)
- Gabriele Mainetti, regista, sceneggiatore e produttore cinematografico (Italia)
- Martin McDonagh, regista, sceneggiatore e drammaturgo (Irlanda, Regno Unito)
- Santiago Mitre, regista e sceneggiatore (Argentina)
- Laura Poitras, documentarista (Stati Uniti d'America)
- Shu Qi, attrice e modella (Taiwan, Hong Kong)

### Orizzonti
- Jonas Carpignano, regista e sceneggiatore (Italia, Stati Uniti d'America) - Presidente di Giuria
- Kaouther Ben Hania, regista e sceneggiatrice (Tunisia)
- Kahlil Joseph, videoartista (Stati Uniti d'America)
- Jean-Paul Salomé, regista (Francia)
- Tricia Tuttle, direttrice artistica del BFI London Film Festival (Regno Unito)

### Venezia Opera Prima - Luigi De Laurentiis
- Alice Diop, regista e sceneggiatrice (Francia) - Presidente di Giuria
- Faouzi Bensaïdi, regista e sceneggiatore (Marocco)
- Laura Citarella, regista e sceneggiatrice (Argentina)
- Andrea De Sica, regista (Italia)
- Chloe Domont, regista (Stati Uniti d'America)

## Sezioni principali

### In concorso
- Adagio, regia di Stefano Sollima (Italia)
- The Beast (La Bête), regia di Bertrand Bonello (Francia, Canada)
- Comandante, regia di Edoardo De Angelis (Italia) - film d'apertura
- El Conde, regia di Pablo Larraín (Cile)
- Dogman, regia di Luc Besson (Francia)
- Enea, regia di Pietro Castellitto (Italia)
- Ferrari, regia di Michael Mann (Stati Uniti d'America, Italia)
- Finalmente l'alba, regia di Saverio Costanzo (Italia)
- Green Border (Zielona granica), regia di Agnieszka Holland (Polonia, Francia, Repubblica Ceca, Belgio)
- Holly, regia di Fien Troch (Belgio, Paesi Bassi, Lussemburgo, Francia)
- Io capitano, regia di Matteo Garrone (Italia, Francia)
- Lubo, regia di Giorgio Diritti (Italia, Svizzera)
- Maestro, regia di Bradley Cooper (Stati Uniti d'America)
- Il male non esiste (Aku wa sonzai shinai), regia di Ryūsuke Hamaguchi (Giappone)
- Memory, regia di Michel Franco (Messico, Stati Uniti d'America)
- Le occasioni dell'amore (Hors-saison), regia di Stéphane Brizé (Francia)
- Origin, regia di Ava DuVernay (Stati Uniti d'America)
- The Killer, regia di David Fincher (Stati Uniti d'America)
- Povere creature! (Poor Things), regia di Yorgos Lanthimos (Irlanda)
- Priscilla, regia di Sofia Coppola (Stati Uniti d'America, Italia)
- Questa sono io (Kobieta z...), regia di Małgorzata Szumowska e Michał Englert (Polonia, Svezia)
- La terra promessa (Bastarden), regia di Nikolaj Arcel (Danimarca, Germania, Svezia)
- Die Theorie von Allem, regia di Timm Kröger (Germania, Austria, Svizzera)

### Fuori concorso

#### Fiction
- Aggro Dr1ft, regia di Harmony Korine (Stati Uniti d'America, Francia)
- L'ammutinamento del Caine - Corte marziale (The Caine Mutiny Court-Martial), regia di William Friedkin (Stati Uniti d'America)
- Un colpo di fortuna - Coup de chance (Coup de chance), regia di Woody Allen (Francia, Regno Unito)
- Daaaaaalí!, regia di Quentin Dupieux (Francia)
- Hit Man - Killer per caso (Hit Man), regia di Richard Linklater (Stati Uniti d'America)
- Making of, regia di Cédric Kahn (Francia, Belgio)
- La meravigliosa storia di Henry Sugar (The Wonderful Story of Henry Sugar), regia di Wes Anderson – cortometraggio (Stati Uniti d'America)
- L'ordine del tempo, regia di Liliana Cavani (Italia, Belgio)
- The Palace, regia di Roman Polański (Italia, Svizzera, Polonia, Francia)
- The Penitent, regia di Luca Barbareschi (Italia)
- La società della neve (La sociedad de la nieve), regia di Juan Antonio Bayona (Spagna, Uruguay, Cile) - film di chiusura
- Vivants, regia di Alix Delaporte (Francia, Belgio)
- Xuěbào, regia di Pema Tseden (Cina)

#### Non fiction
- Amor, regia di Virginia Eleuteri Serpieri (Italia, Lituania)
- Frente a Guernica, regia di Yervant Gianikian e Angela Ricci Lucchi (Italia)
- Hollywoodgate, regia di Ibrahim Nash'at (Germania, Stati Uniti d'America)
- Ryūichi Sakamoto: Opus, regia di Neo Sora (Giappone)
- Enzo Jannacci - Vengo anch'io, regia di Giorgio Verdelli[4] (Italia)
- Menus-Plaisirs - Les Troisgros, regia di Frederick Wiseman (Francia, Stati Uniti d'America)

#### Cortometraggi
- Welcome to Paradise, regia di Leonardo Di Costanzo (Italia)

#### Serie
- D'argent et de sang, regia di Xavier Giannoli e Frédéric Planchon – serie TV, 12 episodi (Francia)
- Znam kako dišeš, creata da Jasmila Žbanić – serie TV, episodi 1x01-1x02 (Bosnia ed Erzegovina)

### Orizzonti

#### Lungometraggi
- A cielo abierto, regia di Mariana e Santiago Arriaga (Messico, Spagna)
- Domaḱinstvo za početnici, regia di Goran Stolevski (Macedonia del Nord, Polonia, Croazia, Serbia, Kosovo)
- En attendant la nuit, regia di Céline Rouzet (Francia, Belgio)
- The Featherweight, regia di Robert Kolodny (Stati Uniti d'America)
- Gasoline Rainbow, regia di Bill e Turner Ross (Stati Uniti d'America)
- Hokage, regia di Shin'ya Tsukamoto (Giappone)
- Invelle, regia di Simone Massi (Italia, Svizzera)
- Paradiset brinner, regia di Mika Gustafson (Svezia, Italia, Danimarca, Finlandia)
- El paraíso, regia di Enrico Maria Artale (Italia)
- The Red Suitcase, regia di Fidel Devkota (Nepal, Sri Lanka)
- Sem coração, regia di Nara Normande e Tião (Brasile, Francia, Italia)
- Sėr sėr salhi, regia di Pürėv-Očir Lhagvadulam (Mongolia, Francia, Portogallo, Paesi Bassi, Germania)
- Una spiegazione per tutto (Magyarázat mindenre), regia di Gábor Reisz (Ungheria, Slovacchia)
- Una sterminata domenica, regia di Alain Parroni (Italia, Germania, Irlanda)
- Tatami - Una donna in lotta per la libertà (Tatami), regia di Guy Nattiv e Zar Amir Ebrahimi (Georgia, Stati Uniti d'America)
- Yurt, regia di Nehir Tuna (Turchia, Germania, Francia)
- Warāʾa al-jabal, regia di Mohamed Ben Attia (Belgio, Tunisia, Francia, Italia)

#### Cortometraggi in concorso
- Aitana, regia di Marina Alberti (Spagna)
- Area Boy, regia di Iggy London (Regno Unito)
- Bogotà Story, regia di Esteban Pedraza (Colombia)
- Cross My Heart and Hope to Die, regia di Sam Manacsa (Filippine)
- Dar sāye sarv, regia di Hossein Molayemi e Shirin Sohani (Iran)
- Dive, regia di Aldo Iuliano (Italia)
- Duan pian gùshì, regia di Lang Wu (Cina)
- Et si le soleil plongeait dans l’océan de nues, regia di Wissam Charaf (Francia, Libano)
- The Meatseller, regia di Margherita Giusti (Italia)
- Sea Salt, regia di Henrik Dyb Zwart (Repubblica Ceca, Libano)
- Sentimental Stories, regia di Xandra Popescu (Germania)
- A Short Trip, regia di Erenik Beqiri (Francia)
- Wander to Wonder, regia di Nina Gantz (Paesi Bassi, Belgio, Francia, Regno Unito)

#### Orizzonti Extra
- Bota jonë, regia di Luàna Bajrami (Kosovo, Francia)
- Day of the Fight, regia di Jack Huston (Stati Uniti d'America)
- Felicità, regia di Micaela Ramazzotti (Italia)
- L'Homme d’argile, regia di Anaïs Tellenne (Francia)
- Nazavždy-Nazavždy, regia di Anna Burjačkova (Ucraina, Paesi Bassi)
- Pet Shop Days, regia di Olmo Schnabel (Stati Uniti d'America, Italia, Regno Unito, Messico)
- El rapto, regia di Daniela Goggi (Argentina, Stati Uniti d'America)
- Stolen, regia di Karan Tejpal (India)
- L'ultima vendetta (In the Land of Saints and Sinners), regia di Robert Lorenz (Irlanda)

### Venezia Classici
- Andrej Rublëv, regia di Andrej Tarkovskij (Unione Sovietica, 1966) - nuova director's cut
- Bellissima, regia di Luchino Visconti (Italia, 1951)
- La caccia (La caza), regia di Carlos Saura (Spagna, 1966)
- C'era un padre (Chichi ariki), regia di Yasujirō Ozu (Giappone, 1942)
- Le creature (Les Créatures), regia di Agnès Varda (Francia, Svezia, 1966)
- L'esorcista (The Exorcist), regia di William Friedkin (Stati Uniti d'America, 1973)
- I giorni del cielo (Days of Heaven), regia di Terrence Malick (Stati Uniti d'America, 1978)
- Ohikkoshi, regia di Shinji Sōmai (Giappone, 1993)
- Le ombre degli avi dimenticati (Tini zabutych predkiv), regia di Sergej Paradžanov (Unione Sovietica, 1965)
- Per il re e per la patria (King and Country), regia di Joseph Losey (Regno Unito, 1964)
- Profundo carmesí, regia di Arturo Ripstein (Messico, Spagna, Francia, 1996) - nuova director's cut
- La provinciale, regia di Mario Soldati (Italia, 1953)
- Rondine senza nido (Rebecca of Sunnybrook Farm), regia di Allan Dwan (Stati Uniti d'America, 1938)
- Sāzdahani, regia di Amir Naderi (Iran, 1973)
- Slike iz života udarnika, regia di Bahrudin Čengić (Iugoslavia, 1972)
- Un sogno lungo un giorno (One from the Heart), regia di Francis Ford Coppola (Stati Uniti d'America, 1981) - nuova director's cut (One from the Heart: Reprise)
- Ultimo mondo cannibale, regia di Ruggero Deodato (Italia, 1977)
- The Working Girls, regia di Stephanie Rothman (Stati Uniti d'America, 1974)
- Yāo jiē huánghòu, regia di Yonfan (Hong Kong, 1995)

## Sezioni autonome e parallele

### Settimana internazionale della critica

#### In concorso
- About Last Year, regia di Dunja Lavecchia, Beatrice Surano e Morena Terranova (Italia)
- Ài shì yī bǎ qiāng, regia di Lee Hong-chi (Hong Kong, Taiwan)
- Hoard, regia di Luna Carmoon (Regno Unito)
- Life Is Not a Competition, But I'm Winning, regia di Julia Fuhr Mann (Germania)
- Malqueridas, regia di Tana Gilbert (Cile, Germania)
- Sky Peals, regia di Moin Hussain (Regno Unito)
- Le Vourdalak, regia di Adrien Beau (Francia)

#### Fuori concorso
- God Is a Woman, regia di Andrés Peyrot (Francia, Svizzera, Panama) - film d'apertura
- Passione critica, regia di Simone Isola, Franco Montini e Patrizia Pistagnesi (Italia)
- Vermin, regia di Sébastien Vaniček (Francia, Marocco) - film di chiusura

#### Cortometraggi in concorso
- De l'amour perdu, regia di Lorenzo Quagliozzi (Italia)
- Foto di gruppo, regia di Tommaso Frangini (Italia)
- It Isn't So, regia di Fabrizio Paterniti Martello (Italia)
- La linea del terminatore, regia di Gabriele Biasi (Italia)
- Las memorias perdidas de los árboles, regia di Antonio La Camera (Italia, Spagna)
- Pinoquo, regia di Federico Demattè (Italia)
- We Should All Be Futurists, regia di Angela Norelli (Italia)

#### Cortometraggi fuori concorso
- Incontro di notte, regia di Liliana Cavani (Italia) - cortometraggio d'apertura
- Tilipirche, regia di Francesco Piras (Italia) - cortometraggio di chiusura

### Giornate degli autori

#### In concorso
- Backstage, regia di Afef Ben Mahmoud e Khalil Benkirane (Marocco, Tunisia)
- To kalokairi tis Karmen, regia di Zacharias Mavroeidis (Grecia)
- Kanata no uta, regia di Kyoshi Sugita (Giappone)
- Melk, regia di Stefanie Kolk (Paesi Bassi)
- Gli oceani sono i veri continenti (Los océanos son los verdaderos continentes), regia di Tommaso Santambrogio (Italia, Cuba) - film d'apertura
- Quitter la nuit, regia di Delphine Girard (Belgio, Canada, Francia)
- Viaggio in Giappone (Sidonie au Japon), regia di Élise Girard (Francia)
- Vampire humaniste cherche suicidaire consentant, regia di Ariane Louis-Seize (Canada)
- Wǔ yuè xuě, regia di Chong Keat Aun (Malesia, Taiwan, Singapore)

#### Fuori concorso
- Coup!, regia di Austin Stark e Joseph Schuman (Stati Uniti d'America) - film di chiusura

#### Eventi speciali
- 21 Days Until The End Of The World, regia di Teona Strugar Mitevska (Macedonia del Nord)
- Āftāb mi-šavad, regia di Ayat Najafi (Francia, Iran)
- L'avamposto, regia di Edoardo Morabito (Italia, Brasile)
- Bye Bye Tibériade, regia di Lina Soualem (Francia, Palestina, Belgio)
- L'Expérience Zola, regia di Gianluca Matarrese (Italia, Francia)
- Photophobia, regia di Ivan Ostrochovský e Pavol Pekarčík (Slovacchia, Repubblica Ceca, Ucraina)
- This Is How A Child Becomes A Poet, regia di Céline Sciamma – cortometraggio (Francia)

#### Miu Miu Women's Tales
- #23. Eye Two Times Mouth, regia di Lila Avilés (Italia, Messico)
- #26. Stane, regia di Antoneta Alamat Kusijanović (Italia, Croazia)

#### Notti veneziane
- Across, regia di Irene Dorigotti (Italia, Svizzera)
- Anna, regia di Marco Amenta (Italia, Francia)
- Casablanca, regia di Adriano Valerio (Francia, Italia)
- Con la grazia di un Dio, regia di Alessandro Roia (Italia)
- Frammenti di un percorso amoroso, regia di Chloé Barreau (Italia)
- L'invenzione della neve, regia di Vittorio Moroni (Italia)
- Le mie poesie non cambieranno il mondo, regia di Annalena Benini e Francesco Piccolo (Italia)

#### Proiezioni speciali
- C.R.A.Z.Y., regia di Jean-Marc Vallée (Canada, 2005)
- Italo Calvino, lo scrittore sugli alberi, regia di Duccio Chiarini (Italia, Francia)
- Nina dei lupi, regia di Antonio Pisu (Italia)
- Parola ai giovani, regia di Angelo Bozzolini (Italia)
- Il popolo delle donne, regia di Yuri Ancarani (Italia)

## Premi

### Premi della selezione ufficiale
Le quattro giurie internazionali dell'edizione, più gli spettatori della sezioni Orizzonti Extra, hanno assegnato i seguenti premi:

#### Concorso
- Leone d'oro al miglior film: Povere creature! (Poor Things), regia di Yorgos Lanthimos
- Leone d'argento - Gran Premio della giuria: Il male non esiste (Aku wa sonzai shinai), regia di Ryūsuke Hamaguchi
- Leone d'argento - Premio speciale per la regia: Matteo Garrone per Io capitano
- Coppa Volpi per la migliore interpretazione maschile: Peter Sarsgaard per Memory
- Coppa Volpi per la migliore interpretazione femminile: Cailee Spaeny per Priscilla
- Premio Osella per la migliore sceneggiatura: Guillermo Calderón e Pablo Larraín per El Conde
- Premio speciale della giuria: Zielona granica, regia di Agnieszka Holland
- Premio Marcello Mastroianni: Seydou Sarr per Io capitano

#### Orizzonti
- Premio Orizzonti per il miglior film: Una spiegazione per tutto (Magyarázat mindenre), regia di Gábor Reisz
- Premio Orizzonti per la miglior regia: Mika Gustafson per Paradiset brinner
- Premio speciale della giuria: Una sterminata domenica, regia di Alain Parroni
- Premio Orizzonti per la miglior interpretazione femminile: Margarita Rosa de Francisco per El paraíso
- Premio Orizzonti per la miglior interpretazione maschile: Bold-Ėrdėnė Tėrgėl per Sėr sėr salhi
- Premio Orizzonti per la miglior sceneggiatura: Enrico Maria Artale per El paraíso
- Premio Orizzonti per il miglior cortometraggio: A Short Trip, regia di Erenik Beqiri

#### Leone del futuro - Premio Venezia opera prima "Luigi De Laurentiis"
- Ài shì yī bǎ qiāng, regia di Lee Hong-chi

#### Orizzonti Extra, Premio degli spettatori - Armani Beauty
- Felicità, regia di Micaela Ramazzotti

#### Venezia Classici
- Premio al miglior film restaurato: Ohikkoshi, regia di Shinji Sōmai (Giappone, 1993)
- Premio al miglior documentario sul cinema: Thank You Very Much, regia di Alex Baverman

### Premi collaterali
Altre organizzazioni esterne hanno assegnato i seguenti premi, in ordine alfabetico:
- Arca CinemaGiovani:
  - Miglior film: Zielona granica, regia di Agnieszka Holland
  - Miglior film italiano: El paraíso, regia di Enrico Maria Artale
- Premio Bianchi (SNGCI): Sergio Castellitto
- Premio Brian (UAAR): Tatami - Una donna in lotta per la libertà (Tatami), regia di Guy Nattiv e Zar Amir Ebrahimi
- Fundacion Casa Wabi - Mantarraya Award: Lee Hong-chi
- Premio Autrici Under 40 "Valentina Pedicini" (Venezia a Napoli. Il cinema esteso):
  - Miglior regia e sceneggiatura: Luna Carmoon per Hoard
  - Miglior sceneggiatura: Mika Gustafson per Paradiset brinner
  - Menzione speciale per l'originalità: Ariane Louis-Seize e Christine Doyon per Vampire humaniste cherche suicidant consentant
  - Menzione speciale per il montaggio: Javiera Velozo e Tana Gilbert per Malqueridas
- Premio CICT - UNESCO "Enrico Fulchignoni" - Medaglia Fellini 2023: Io capitano, regia di Matteo Garrone
- Premio Cinema & Arts (Kalambur Teatro / Ateatro / Accademia Eleonora Duse): Backstage, regia di Afef Ben Mahmoud e Khalil Benkirane / Making Of, regia di Cédric Kahn
  - Menzione speciale per il miglior artista multi-disciplinare: Chong Keat Aun per Wǔ yuè xuě
- Premio CinemaSarà (Cineteca Italiana): Zielona granica, regia di Agnieszka Holland
  - Menzione speciale: Il male non esiste (Aku wa sonzai shinai), regia di Ryūsuke Hamaguchi
- Premio Civitas (Civitas Foundation ETS): Io capitano, regia di Matteo Garrone
- Premio Edipo Re (Edipo Re Srl Sociale / Università degli Studi di Padova / Università Ca’ Foscari): Io capitano, regia di Matteo Garrone
  - Premio giuria giovani di Ca' Foscari: Il male non esiste (Aku wa sonzai shinai), regia di Ryūsuke Hamaguchi
- Premio Fondazione FAI Persona Lavoro Ambiente: Il male non esiste (Aku wa sonzai shinai), regia di Ryūsuke Hamaguchi
  - Menzione speciale sul tema del lavoro: Making Of, regia di Cédric Kahn / The Red Suitcase, regia di Fidel Devkota
  - Menzione speciale sul tema dell'ambiente sociale: Domaḱinstvo za početnici, regia di Goran Stolevski
- Premio Fanheart3:
  - Graffetta d'oro al miglior film: Dogman, regia di Luc Besson
  - Nave d'argento alla migliore OTP: Sasha / Paul in Vampire humaniste cherche suicidant consentant
  - XR Fan Experience: Gargoyle Doyle, regia di Ethan Shaftel
    - Menzione speciale: Pixel Ripper 1978, regia di Ana Ribeiro
- Premio FEDIC: Io capitano, regia di Matteo Garrone
  - Menzione speciale: Anna, regia di Marco Amenta
  - Gran premio speciale delle giuria: Passione critica, regia di Simone Isola, Franco Montini e Patrizia Pistagnesi
  - Menzione speciale per il miglior cortometraggio: We Should All Be Futurists, regia di Angela Norelli
- Premio FIPRESCI: 
  - Concorso: Il male non esiste (Aku wa sonzai shinai), regia di Ryūsuke Hamaguchi
  - Orizzonti e sezioni parallele: Una sterminata domenica, regia di Alain Parroni
- Premio Pasinetti: Io capitano, regia di Matteo Garrone
- Green Drop Award: Io capitano, regia di Matteo Garrone / Zielona granica, regia di Agnieszka Holland
- ImpACT Award (Think-impact Production): Io capitano, regia di Matteo Garrone
- Premio Lanterna Magica (CGS): Io capitano, regia di Matteo Garrone
- Leoncino d'oro (Agiscuola/UNICEF): Io capitano, regia di Matteo Garrone
  - Segnalazione Cinema For UNICEF: Zielona granica, regia di Agnieszka Holland
- Premio Lizzani (ANAC): Invelle, regia di Simone Massi
- Premio NuovoImaie Talent Award (IMAIE / SNGCI / SNCCI): 
  - Miglior attore esordiente: Gianmarco Franchini per Adagio
  - Miglior attrice esordiente: Sara Ciocca per Nina dei lupi
- Premio La Pellicola d'Oro (Associazione Culturale S.A.S.):
  - Miglior direttore di produzione: Claudia Cravotta per Io capitano
  - Miglior costruttore: Simona Balducci per Comandante
  - Miglior capo macchinista: Massimiliano Kuveiller per Finalmente l'alba
- Queer Lion: Domaḱinstvo za početnici, regia di Goran Stolevski
- Premio "Robert Bresson" (Fondazione ente dello spettacolo e Rivista del cinematografo): Mario Martone
- Premio SIGNIS: Io capitano, regia di Matteo Garrone
  - Menzione speciale: Bastarden, regia di Nikolaj Arcel
- Premio di critica sociale "Sorriso Diverso Venezia Award": 
  - Miglior film italiano: The Penitent: A Rational Man, regia di Luca Barbareschi
  - Miglior film straniero: Zielona granica, regia di Agnieszka Holland
- Premio Soundtrack Stars (SNGCI): Andrea Farri per Io capitano
  - Menzione speciale: Trent Reznor e Atticus Ross per The Killer
  - Premio speciale: Subsonica per Adagio
  - Premio speciale: Levante per Leggera
- Premio UNIMED (Unione delle Università del Mediterraneo): Povere creature! (Poor Things), regia di Yorgos Lanthimos
  - Premio per la diversità culturale: Zielona granica, regia di Agnieszka Holland

### Premi alla carriera
- Leone d'oro alla carriera: Liliana Cavani[2] e Tony Leung Chiu-Wai

## Controversie
Nel corso della Mostra il responsabile del casting per Io capitano, Henri-Didier Njikam, non ha ottenuto il visto d'ingresso dall'Ambasciata d'Italia a Rabat, in Marocco, poiché non vi erano garanzie che avrebbe abbandonato il territorio italiano una volta entrato. In un'intervista rilasciata al The Hollywood Reporter Roma, Njikam ha dichiarato che il fatto è stato percepito come «un atto di razzismo» in quanto «l’ambasciata ha giustificato il rifiuto sostenendo che non c’erano garanzie che avrei abbandonato il territorio italiano una volta entrato, a Venezia. In pratica mi hanno trattato come un migrante, come se volessi approfittare della situazione per scappare. Ma io ho un lavoro, una tessera professionale del Centro Marocchino del Cinema. E, sinceramente, se avessi voluto lavorare in Europa, lo avrei già fatto» e che l'ente «non ha guardato il mio curriculum né i miei documenti, ma solo il colore della mia pelle. [...] Questo problema esiste solo con l’ambasciata italiana in Marocco, perché i miei colleghi dal Ghana e dalla Costa d'Avorio sono riusciti a partire. Se fossi stato bianco, non credo che sarei stato trattato così».